# Via Engiadina
Die Via Engiadina ([viɐ̯ ɛnˈdʑadinɐ]ⓘ, rätoromanisch für Engadinerweg, auch bekannt unter Engadiner Höhenweg) ist ein Wanderweg, der das Engadin auf ganzer Länge durchquert und dabei teils durch alpines Gelände verläuft, teils auf dem Talboden am Inn (hier En genannt) entlangführt.

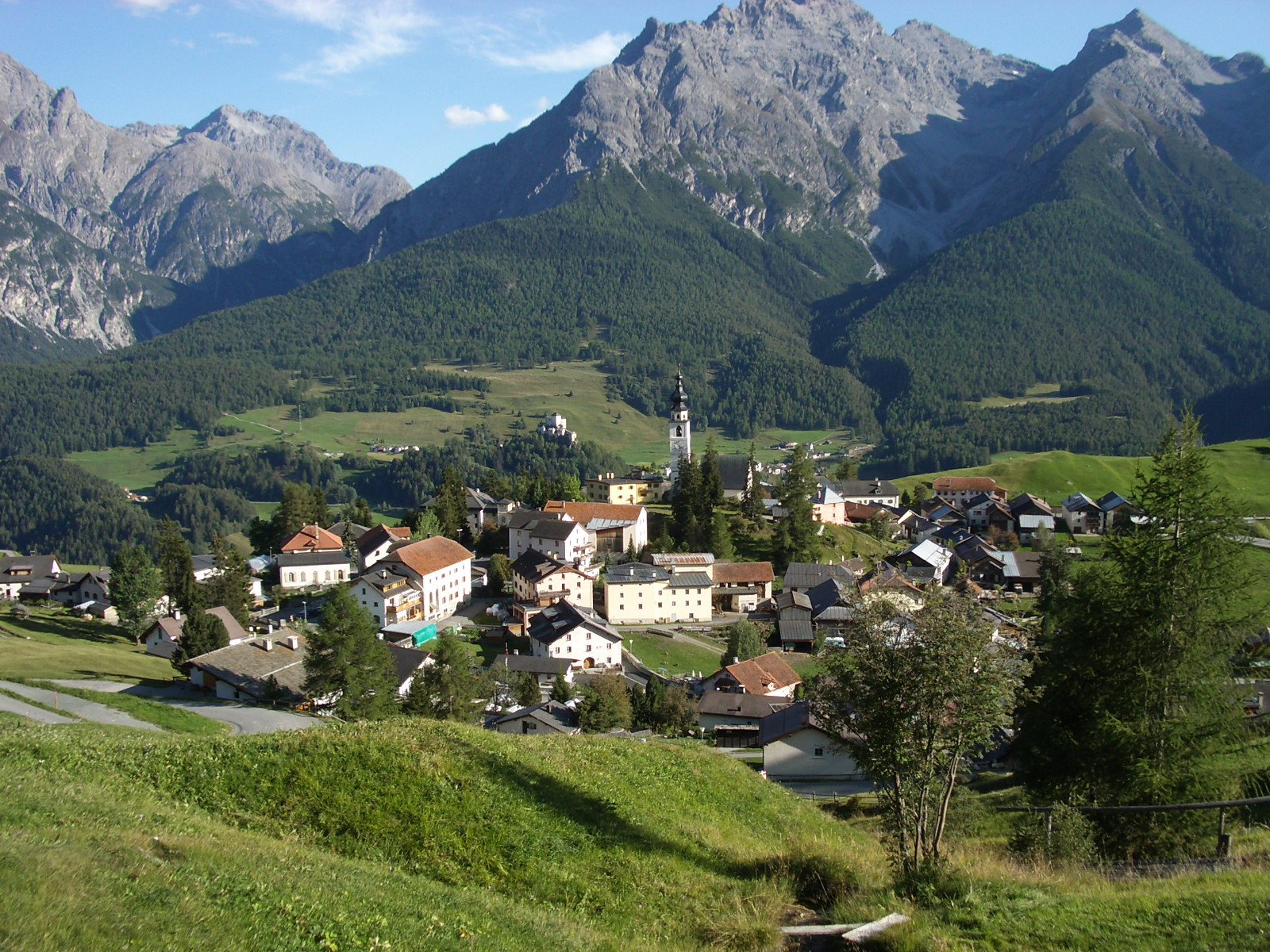
Blick hinab auf Ftan, im Hintergrund Tarasp

Der Weg wird gewartet durch die Bündner Arbeitsgemeinschaft für Wanderwege (BAW) und ist und ist inzwischen als regionale Route 87 von SchweizMobil signalisiert, die in zwölf Etappen von Maloja im Ober- nach Vinadi im Unterengadin führt.
Das ergibt eine Gesamtlänge von 160 Kilometern, wobei 7800 Höhenmeter im Auf- und 8500 im Abstieg zu überwinden sind.

## Nachweise
1. ↑  Via Engiadina bei «SchweizMobil».
2. ↑  Via Engiadina bei «myswitzerland.com».